# Chondriolejeunea
Chondriolejeunea là một chi rêu trong họ Lejeuneaceae.